# Хата Вратна

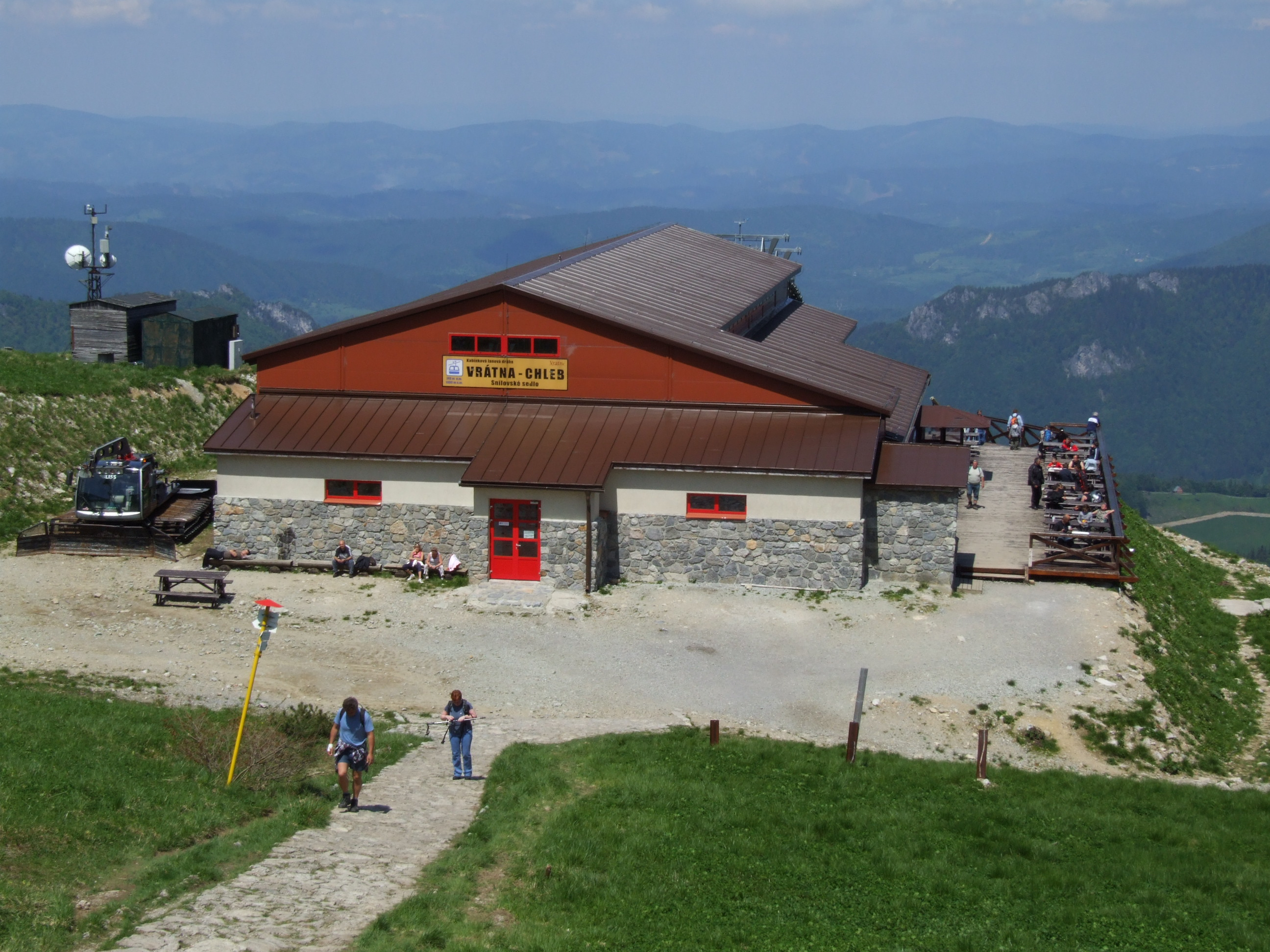
Станция «Vrátna» горнолыжного подъёмника Сниловское седло-Хлеб

Хата Вратна (словац. Chata Vrátna) — горный приют, находящийся во Вратной долине горного массива Мала Фатра, Словакия. Горный приют находится на высоте 740 метров над уровнем моря у подножия горы Вельки Кривень. Хата Вратна располагается непосредственно возле станции «Vrátna» горнолыжного подъёмника Сниловское седло-Хлеб.

## История
В прошлом на этом участке находилась только станция канатной дороги. С 1950 года станция постепенно стала обустраиваться для большего предоставления услуг туристам. В 1972 году было построено здание горного приюта. В 2005 году был построен горнолыжный подъёмник Сниловское седло-Хлеб.

## Туристические маршруты
До горного приюта можно добраться автомобильным транспортом. 
От Хаты Вратны начинаются два горных туристических маршрута:
- жёлтыми указателями отмечен маршрут в сторону горного приюта Хата на Груни;
- зелёными табличками указан маршрут в сторону Сниловского седла и далее к горному приюту Хата под Хлебом, от которого начинаются маршруты на главный хребет горной системы Криванской Фатры.

Возле горного приюта находится символическое кладбище жертвам гор, оборудованное в 1998 году.